# Autoroute A3 (Serbie)
Pour les articles homonymes, voir Autoroute A3.
L’autoroute A3 (en serbe : Државни пут ІА реда А3, Državni put IA reda A3 ; Ауто-пут А3, Auto-put A3) est une autoroute de Serbie qui relie entre elles la frontière serbo-croate, passant près de Sremska Mitrovica jusqu'à la capitale serbe Belgrade. Il s'agit également de la première liaison autoroutière directe entre la Serbie et l'étranger. Elle est également appelée « autoroute vers Zagreb » la capitale de la Croatie, « E70 » ou encore « Corridor 10 ». Cette autoroute fait partie de la route européenne 70.
L'autoroute est constituée et d'une bande d'arrêt d'urgence et de deux voies de circulation dans chaque direction, séparées par un terre-plein central. Toutes ses intersections sont des croisements dénivelés.
Un système de surveillance de la circulation et de régulation de trafic ainsi qu'un système de radar tronçon seront mis en service sur toute la longueur de l'autoroute A3. Des appareils de mesure, de contrôle seront installés dans les zones connues de brouillard, de pluie verglaçante, de neige ou de vent fort. Des panneaux à messages variables seront utilisés pour communiquer aux usagers les conditions atmosphériques, les restrictions éventuelles de trafic ou d'autres informations susceptibles de modifier les conditions de circulation. Un système de radar tronçon entre 2 postes de péage existe déjà depuis septembre 2017.
L'autoroute comporte plusieurs échangeurs autoroutiers avec d'autres autoroutes de Serbie : future A7 (en construction), A8 et future Voie Rapide 21 (actuellement Route Magistrale, en construction), A1.
Elle comporte de nombreux ponts, caniveaux et 1 tunnel. L'autoroute est en grande partie située dans les plaines. Une grande partie de l'autoroute est à péage et utilise système de ticket. Le paiement des péages dépend de la classification des véhicules en Serbie.
L'autoroute est exploitée par l'entreprise publique "Putevi Srbije".

## Description du tracé

### DeBatrovciàBelgrade(Périphérique de Belgrade)
| A 3 - E 70 Autoroute Šid - Belgrade ; Autoroute vers Zagreb Corridor paneuropéen X Ouest |                             |                                                    | |        |
| N°                                                                                       | Dénominations               | Connexions                                         | Destinations                                                                                                   | BK     |
| Batrovci                                                                                 | Croatie                     | E70                                                | Autoroute croate A3 (vers Zagreb)                                                                              | 0,0    |
| 1                                                                                        | Batrovci                    | Rue Matija Gubec (en serbe : Ulica Matije Gupca) 1 | Batrovci | 2,104  |
| Péage à système fermé                                                                    | Poste de péage de Adaševci  | E70                                                | Autoroute A3                                                                                                   | 7,950  |
| 2                                                                                        | Adaševci                    | 121                                                | Adaševci, Šid                                                                                                  | 8,711  |
| 2.1 (en construction)                                                                    | Échangeur de Kuzmin         |                                                    | Autoroute A7 : Sremska Rača, Sarajevo, Bijeljina ( Sremska Rača Serbie - Bosnie-Herzégovine)                   | 21,000 |
| 3                                                                                        | Kuzmin                      | 120                                                | Kuzmin | 22,556 |
| 4                                                                                        | Sremska Mitrovica           | 123                                                | Sremska Mitrovica                                                                                              | 44,219 |
| 5                                                                                        | Échangeur de Ruma           | *                                                  | Autoroute A8 : Loznica, Šabac Voie Rapide 21 (en construction) : Ruma, Novi Sad                                | 57,844 |
| 6                                                                                        | Pećinci                     | 120                                                | Pećinci | 69,595 |
| Péage à système fermé                                                                    | Poste de péage de Šimanovci | E70                                                | Autoroute A3                                                                                                   | 83,700 |
| 7                                                                                        | Šimanovci                   | 318                                                | Šimanovci | 84,358 |
| 8                                                                                        | Dobanovci                   | 319                                                | Dobanovci, Batajnica, Ugrinovci                                                                                | 92,190 |
| 23                                                                                       | Échangeur de Belgrade       | (Périphérique de Belgrade) 474                     | Autoroute A1 : Niš, Čačak, Novi Sad, Budapest ( Horgoš Serbie - Hongrie) Route Régionale 474 : Belgrade-Centre | 94,500 |

## Route Européenne
L’autoroute A3 est aussi :
| Numéro | Tracé                                                                                                 |
| ------ | --- |
| E70    | Sur toute sa longueur (entre le poste-frontière Batrovci Serbie / Croatie et l'échangeur 23 Belgrade) |

## Lieux sensibles
L'autoroute A3 présente quelques dangers dus à la saturation du trafic aux abords de l'échangeur de Belgrade.

### Saturation du trafic
- Poste frontière Batrovci (SRB) / Bajakovo (HR) (Autoroute croate A3) (une file de 10 kilomètres peut se former au niveau du poste frontière et ainsi créer un temps d'attente d'une dizaine d'heures notamment lors des week-ends de juillet et août)
- Poste de péage de Adaševci
- Poste de péage de Šimanovci

## Tarifs Péages
Sur l'autoroute A3, les prix varient en fonction du kilomètre parcouru c'est-à-dire à système de péage fermé à ticket.
Les différents prix en Dinar serbe (RSD) et en Euro (€) pour les véhicules de catégorie I :
- Entre les postes de péage de Adaševci et Šimanovci (parcours total autoroute A3) : 420,00 RSD (4,00 €)

Les postes de péage de l'autoroute A3 possèdent également un système de péage électronique (ENP, en serbe "Elektronska Naplata Putarine") identique à celui du Télépéage en France.

## Ouvrages d'art
- Tunnel sous l'autoroute A1 (Périphérique de Belgrade) (A3  A1), 130 m, (Dobanovci, Belgrade)

## Galerie d'images

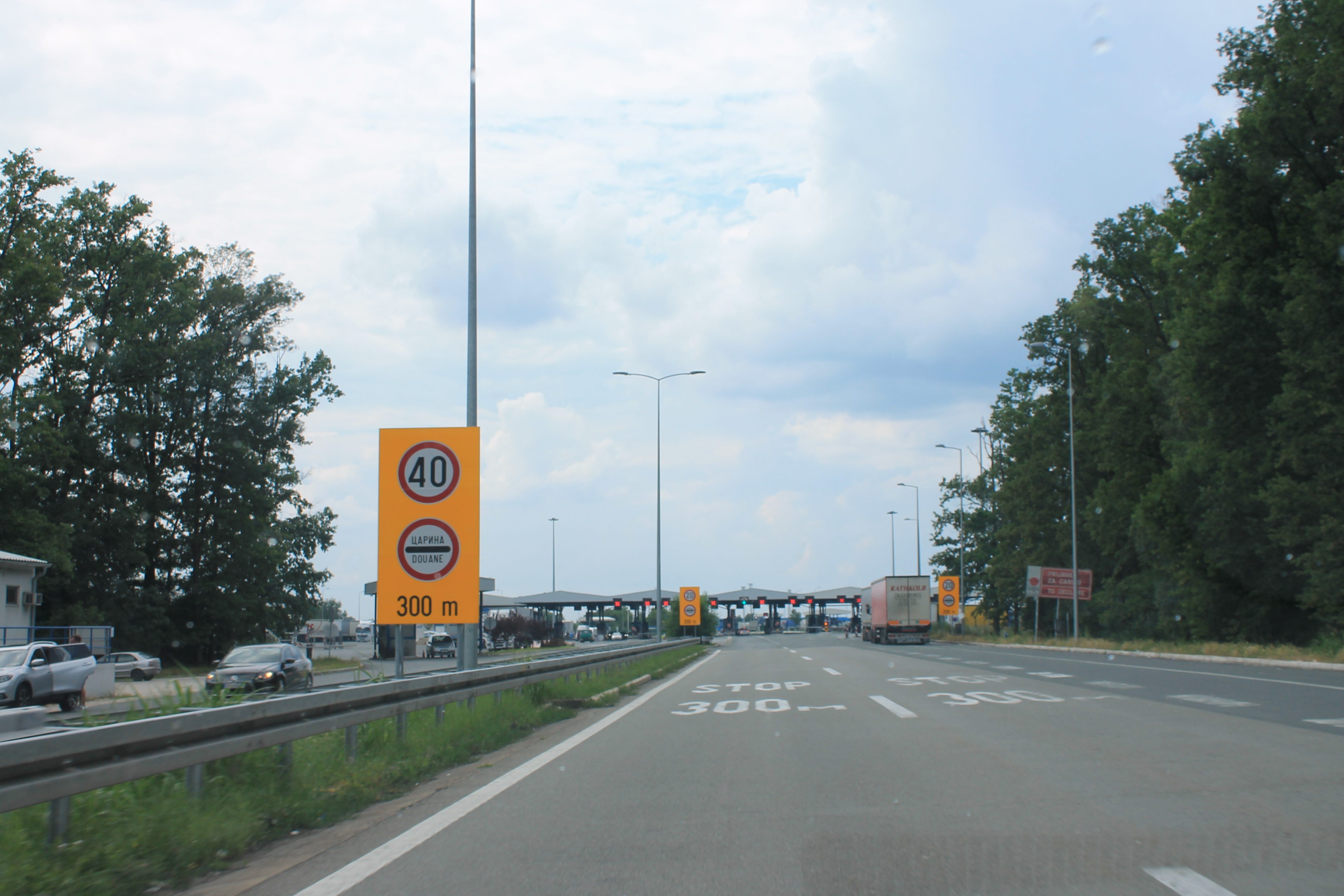
L’autoroute A3 près du poste-frontière Batrovci (SRB / HR).
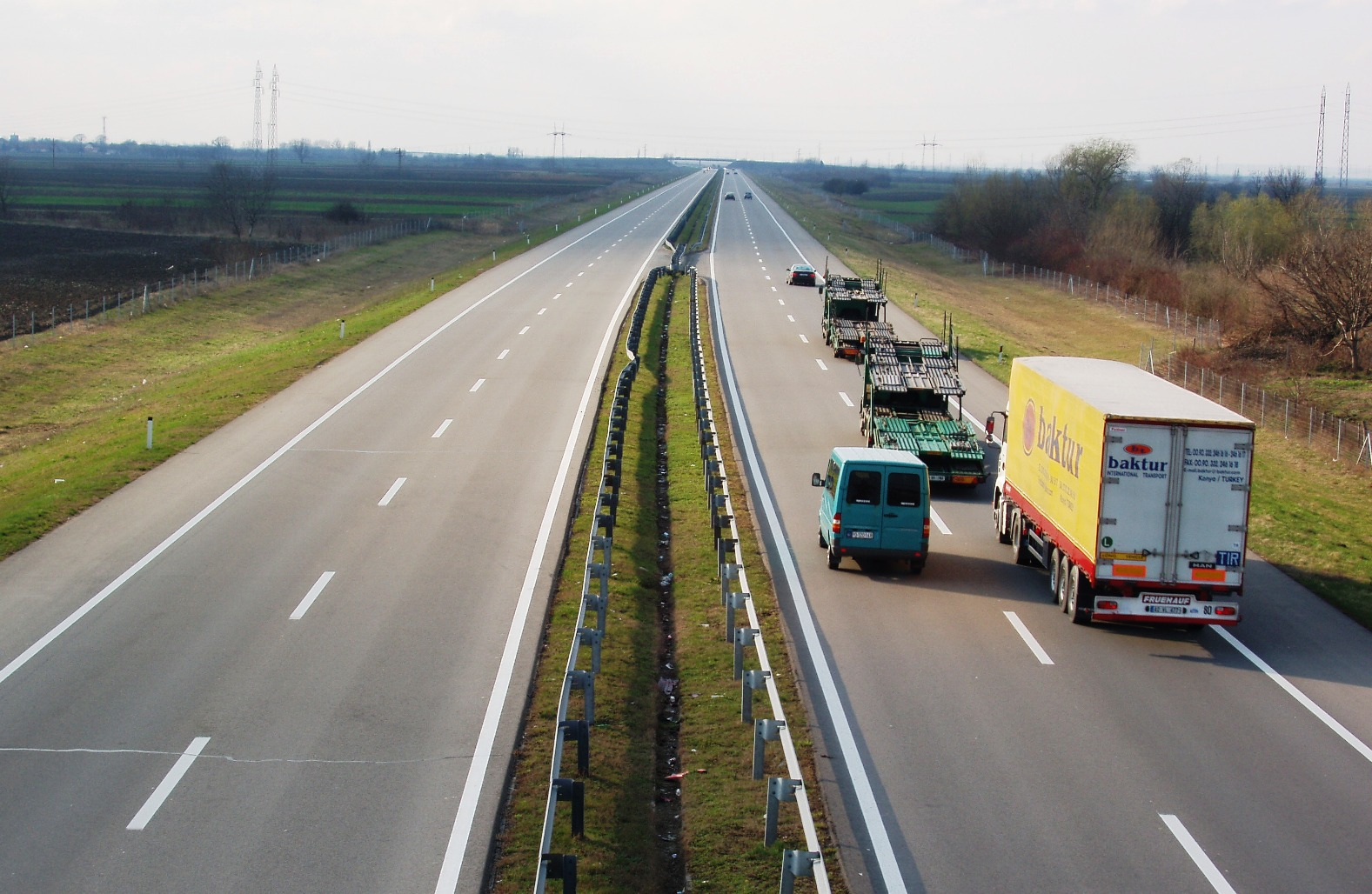
L’autoroute A3 près de Sremska Mitrovica.
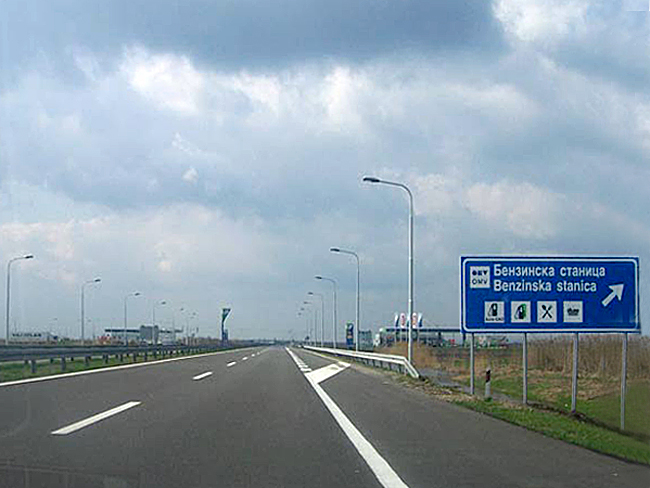
L’autoroute A3 près de la station service "OMV".
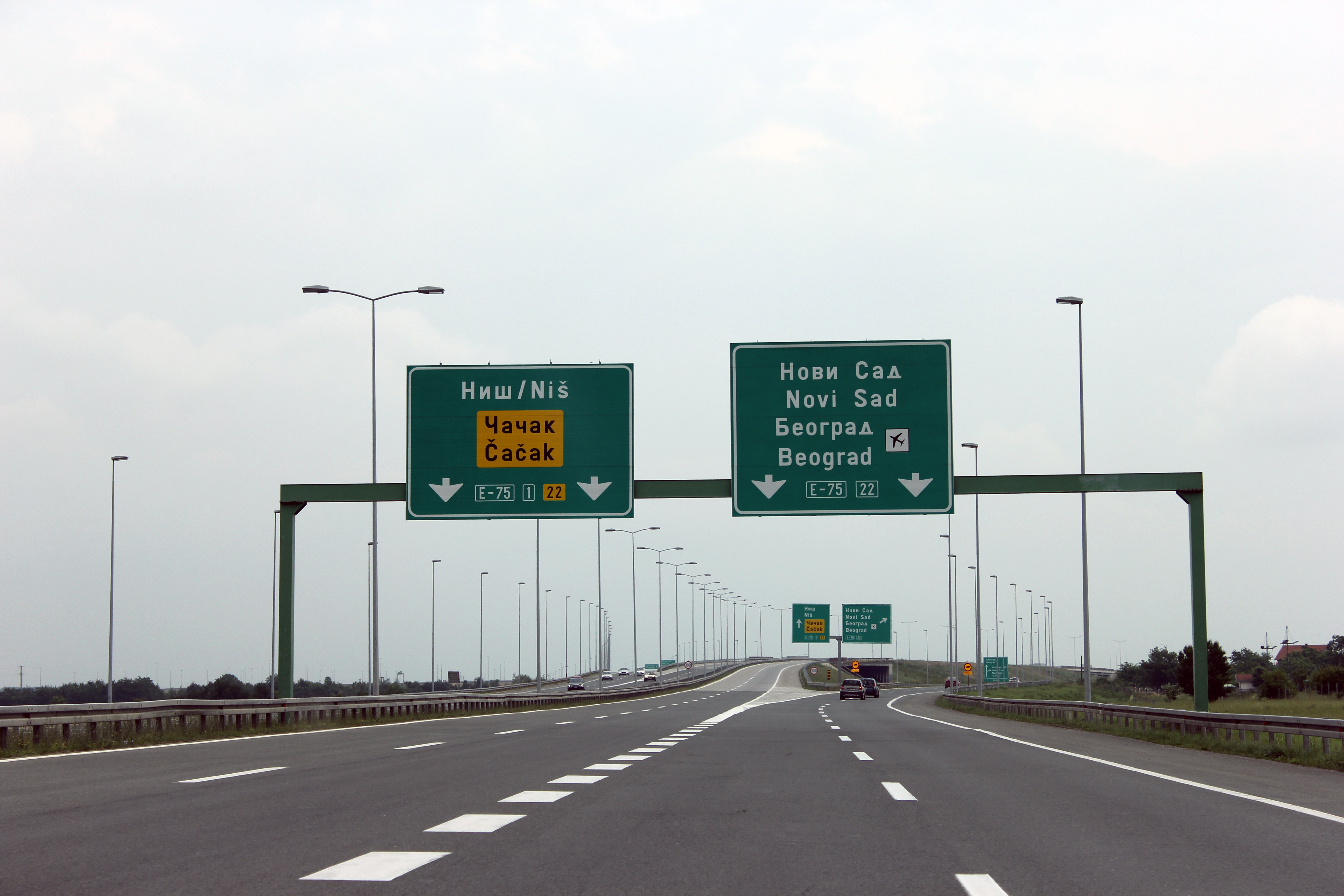
L'échangeur autoroutier ( 23 Belgrade) (A3  A1) vers le Périphérique de Belgrade (Niš) (tout droit), vers Belgrade-Centre (sortie à droite).
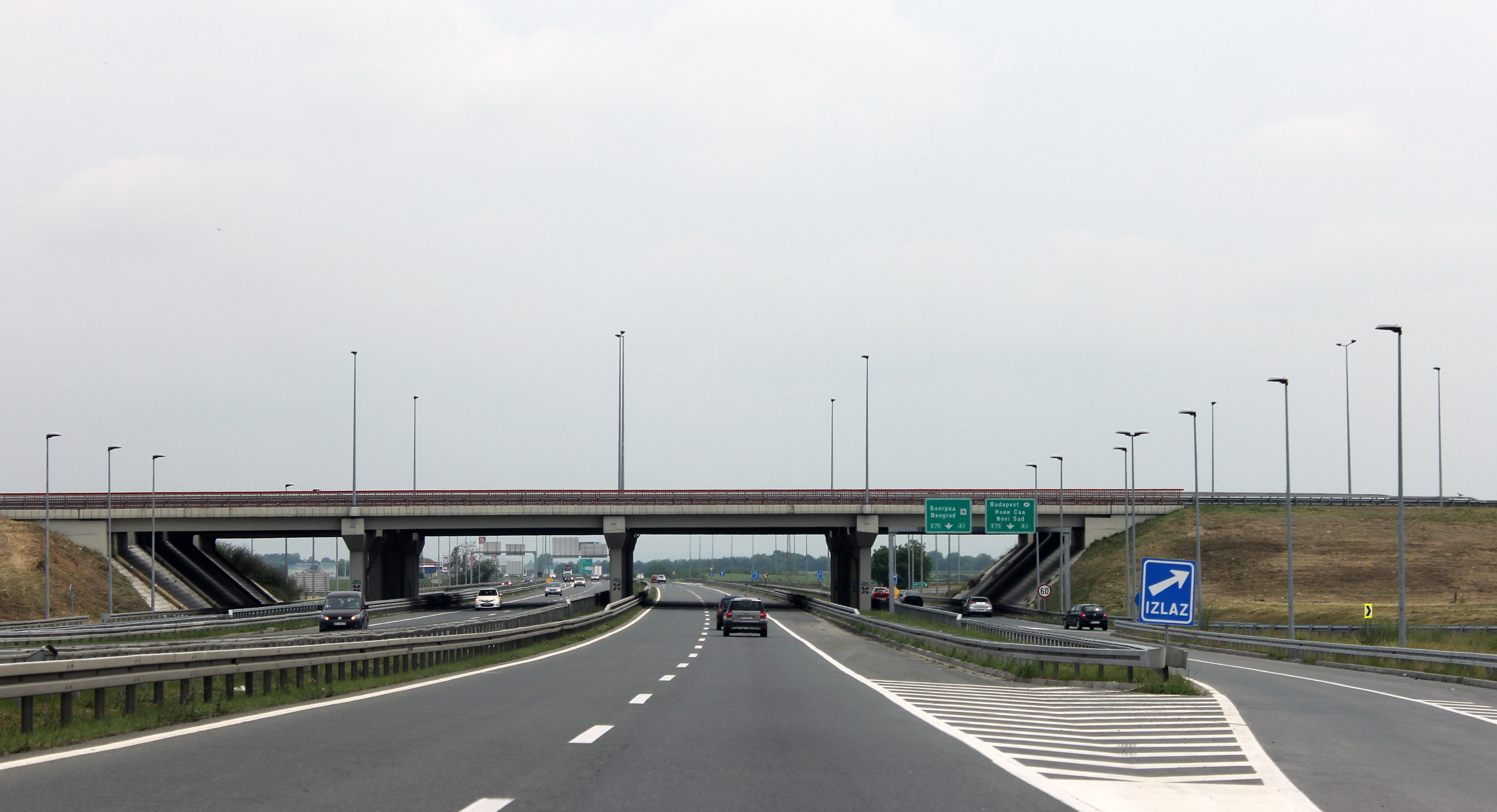
L'échangeur autoroutier ( 23 Belgrade) (A3  A1) vers Belgrade-Centre (tout droit), vers le Périphérique de Belgrade (Novi Sad) (sortie à droite).